# Estigmena
Estigmena is een geslacht van kevers uit de familie bladkevers (Chrysomelidae).
De wetenschappelijke naam van het geslacht werd in 1840 gepubliceerd door Frederick William Hope.

## Soorten
- Estigmena chinensis Hope, 1840
- Estigmena cribricollis Waterhouse, 1881
- Estigmena dohertyi Uhmann, 1951
- Estigmena mannaensis Uhmann, 1930
- Estigmena terminalis Baly, 1869